# Brenes (kommunhuvudort)
Brenes är en kommunhuvudort i Spanien.   Den ligger i provinsen Provincia de Sevilla och regionen Andalusien, i den sydvästra delen av landet, 400 km sydväst om huvudstaden Madrid. Brenes ligger 21 meter över havet och antalet invånare är 12 460.
Terrängen runt Brenes är huvudsakligen platt, men norrut är den kuperad. Runt Brenes är det ganska tätbefolkat, med 207 invånare per kvadratkilometer. Närmaste större samhälle är La Rinconada, 11,9 km sydväst om Brenes. Trakten runt Brenes består till största delen av jordbruksmark.